# Pichiguao (comuna)
Pichiguao (también llamada Esmeralda) fue una de las comunas que integró el antiguo departamento de Caupolicán, en la provincia de Colchagua.
En 1907, de acuerdo al censo de ese año, la comuna tenía una población de 4630 habitantes. Su territorio fue organizado por decreto del 3 de noviembre de 1904.

## Historia
La comuna fue creada por decreto del 3 de noviembre de 1904.
Una ley del 26 de enero de 1907 le fija como cabecera comunal la localidad de Rosario.
Esta comuna fue suprimida mediante el Decreto con Fuerza de Ley N.º 8.583 del 30 de diciembre de 1927, dictado por el presidente Carlos Ibáñez del Campo como parte de una reforma político-administrativa, anexando su territorio a la comuna de Rengo. La supresión se hizo efectiva a contar del 1 de febrero de 1928.